# Donna Strickland
Donna Theo Strickland (Guelph, Canada, 27 mei 1959) is een Canadese hoogleraar natuurkunde en pionier op het gebied van lasers. Ze won in 2018 gedeeld met Arthur Ashkin en Gérard Mourou de Nobelprijs voor Natuurkunde voor hun onderzoek in de laserfysica.

## Biografie
Strickland werd geboren in het Canadese Guelph als dochter van een onderwijzeres Engels en een elektrotechnicus. Strickland bezocht de McMaster University, omdat die een studie technische natuurkunde aanbood met lases en elektro-optica, waarin ze geïnteresseerd was. In 1981 behaalde ze haar bachelordiploma in de technische natuurkunde en promoveerde in 1989 onder Gérard Mourou tot doctor in de natuurkunde, met specialisatie optica aan de University of Rochester.

## Loopbaan
Strickland is in 2018 hoogleraar aan de Universiteit van Waterloo geworden. Ze geeft daar leiding aan een groep die lasersystemen met een hoge intensiteit ontwikkelt voor onderzoek aan niet-lineaire optica. Haar baanbrekende werk met als titel Compression of amplified chirped optical pulses werd gepubliceerd in 1985. Dit onderzoek, dat ze samen met Mourou uitvoerde aan het Laboratory for Laser Energetics in Rochester,  heeft geleid tot de ontwikkeling van lasers met een hoge intensiteit en ultrakorte pulsen licht. Stricklands recente werk in 2018 is gericht op het verleggen van grenzen in de ultrasnelle optica, richting nieuwe golflengtegebieden zoals het middel-infrarood en ultraviolet. Ze werkt ook aan lasertechniek gericht op de lens van het menselijk oog, teneinde de ooglens te genezen van presbyopie (ouderdomsverziendheid).
Strickland was in 2011 vicevoorzitter en in 2013 voorzitter van The Optical Society. Tussen 2004 en 2010 was zij redacteur van het tijdschrift Optics Letters.

## Nobelprijs
Strickland won op 2 oktober 2018 de Nobelprijs voor de Natuurkunde voor een onderzoek tijdens haar aanstelling voor een PhD. Ze ontwikkelde toen samen met haar begeleider, Gérard Mourou, een techniek bekend als chirped pulse amplification (CPA). Deze techniek wordt gebruikt om ultrakorte laserpulsen met zeer hoge intensiteit te maken. Deze worden toegepast in laser micromachining, chirurgie, geneeskunde en bij fundamenteel wetenschappelijk onderzoek. Na Marie Curie (in 1903) en Maria Goeppert-Mayer (in 1963) was Strickland hiermee pas de derde vrouw die deze fysicaprijs in ontvangst mocht nemen.

## Prijzen en onderscheidingen
- 1998 Alfred P. Sloan Research Fellowship
- 1999 Premier Research Excellence Award
- 2000 Cottrell Scholars Award from Research Corporation
- 2008 Fellow van de Optical Society of America
- 2018 Nobelprijs voor Natuurkunde